# Sint-Agatha-Rode
Sint-Agatha-Rode is een dorp in de Belgische provincie Vlaams-Brabant, en een deelgemeente van de gemeente Huldenberg. Het was een zelfstandige gemeente tot het bij de fusie van 1977 toegevoegd werd aan de gemeente Huldenberg.

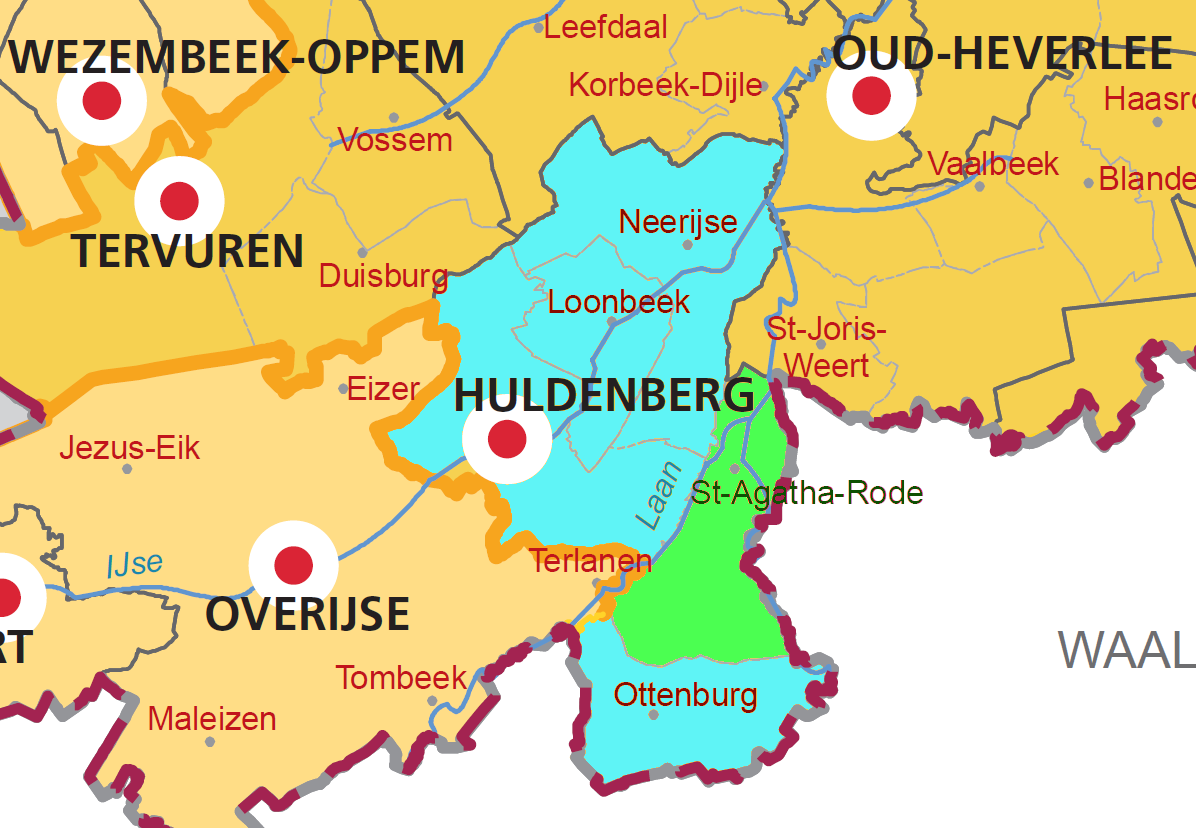
Situering van deelgemeente Sint-Agatha-Rode in fusiegemeente Huldenberg en omliggende gemeenten.

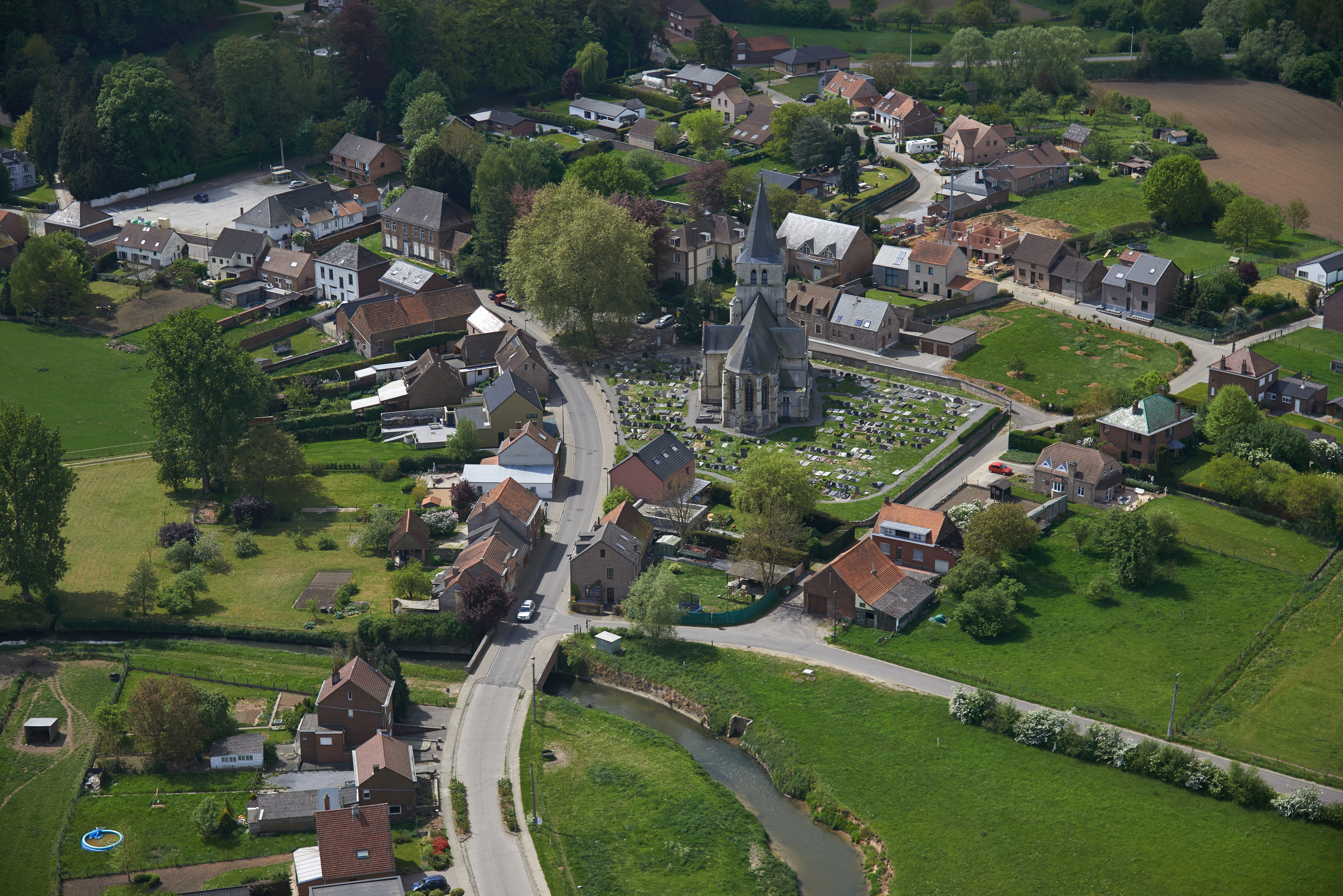
Luchtfoto van het dorp rond de kerk

Sint-Agatha-Rode ligt ten oosten van de dorpskom van Huldenberg, in het heuvelend gebied tussen de valleien van de Dijle, die de zuidoostgrens van de deelgemeente vormt, en van de Laan die de zuidwestgrens vormt. Ten noorden van de dorpskom van Sint-Agatha-Rode mondt de Laan uit in de Dijle. De oostgrens van de deelgemeente vormt ook de taalgrens met de Waals-Brabantse dorpen Nethen en Pécrot. Sint-Agatha-Rode heeft zich ontwikkeld van een landbouwdorp tot een landelijk woondorp.

## Bezienswaardigheden

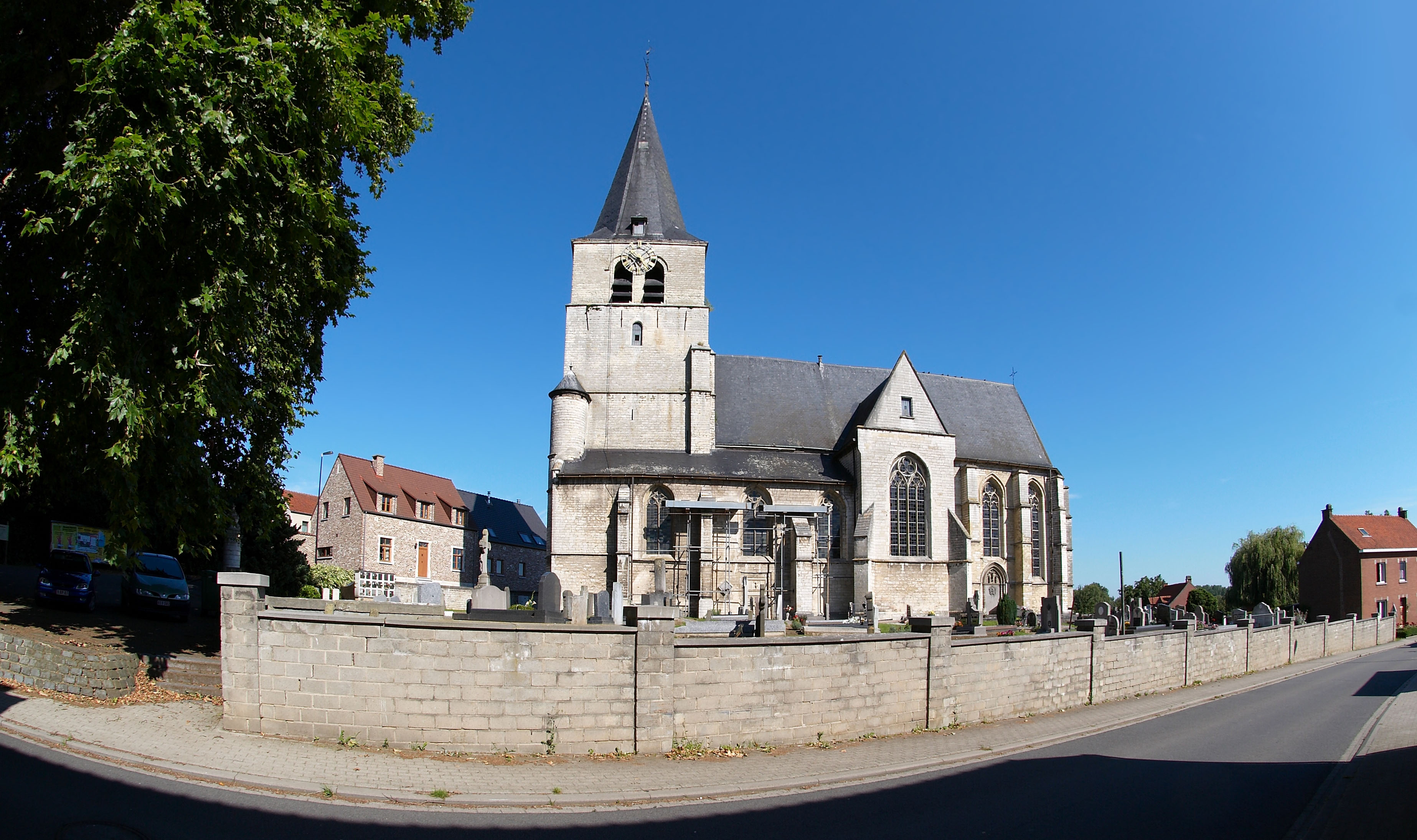
De Sint-Agathakerk

- De dorpskern van Sint-Agatha-Rode werd in 1979 beschermd als dorpsgezicht.
- De gotische Sint-Agathakerk dateert uit de 13de eeuw. Ze werd gebouwd in witte gobertangesteen. In het begin van de 17de eeuw werd de kerk herbouwd en gerestaureerd. De toren is eveneens vroeggotisch en heeft een uurwerk uit 1738 dat in 1993 werd gerestaureerd. De kerk werd samen met de kerkhofmuur in 1979 beschermd als monument.
- Aan de kerk staat een plataan die bij de Belgische onafhankelijkheid in 1830 werd geplant als vrijheidsboom. De boom werd in 1979 eveneens beschermd als monument.
- De pastorie dateert van het einde van de 18de eeuw en werd in 1993 beschermd als monument.
- De omgeving van de boerderijen Hinnemeure en Celongaet uit Neerijse werd in 1996 beschermd als dorpsgezicht. Een deel van deze omgeving ligt op het grondgebied van Sint-Agatha-Rode.

## Natuur en landschap
Sint-Agatha-Rode ligt op het Brabants Plateau op een hoogte van 30-92 meter. Het ligt tussen de Laan en de Dijle, juist ten zuiden van de samenvloeiing daarvan. Belangrijke natuurgebieden zijn:
- Het Grootbroek is een laaggelegen broek in de Dijlevallei met moerassen en vijvers, aan de oostgrens van Sint-Agatha-Rode met het Waals Gewest. Het gebied werd in 1978 beschermd als landschap. Het heeft de stedenbouwkundige status van "Natuurgebieden met wetenschappelijke waarde of natuurreservaten" en is in het groen aangeduid met een "R" op het Gewestplan.
- Het Rodebos vormt de zuidwestelijke hoek van de deelgemeente. Het natuurreservaat ligt op de oostflank van de Laanvallei en heeft een oppervlakte van 90 hectare.
- De vallei, omringende heuvels en occasionele boscomplexen maken de deelgemeente typisch voor de streek van de Brabantse Ardennen.

## Demografische ontwikkeling
- Bronnen:NIS, Opm:1831 tot en met 1970=volkstellingen; 1976 = inwoneraantal op 31 december

## Sport
In Sint-Agatha-Rode speelde voetbalclub VK Rode, die in 2009 echter verdween in fusieclub VK Huldenberg, die dan weer op zijn beurt in 2014 fuseerde met SK Ottenburg tot OHR Huldenberg.

## Trivia
Agatha van Sicilië is de patroonheilige van Sint-Agatha-Rode.

## Nabijgelegen kernen
Ottenburg, Huldenberg, Loonbeek, Neerijse, Pécrot
Deelgemeenten: Huldenberg · Loonbeek · Neerijse · Ottenburg · Sint-Agatha-Rode

Belgische gemeenten · Arrondissement Leuven · Vlaams-Brabant · Vlaanderen